# Umeshu

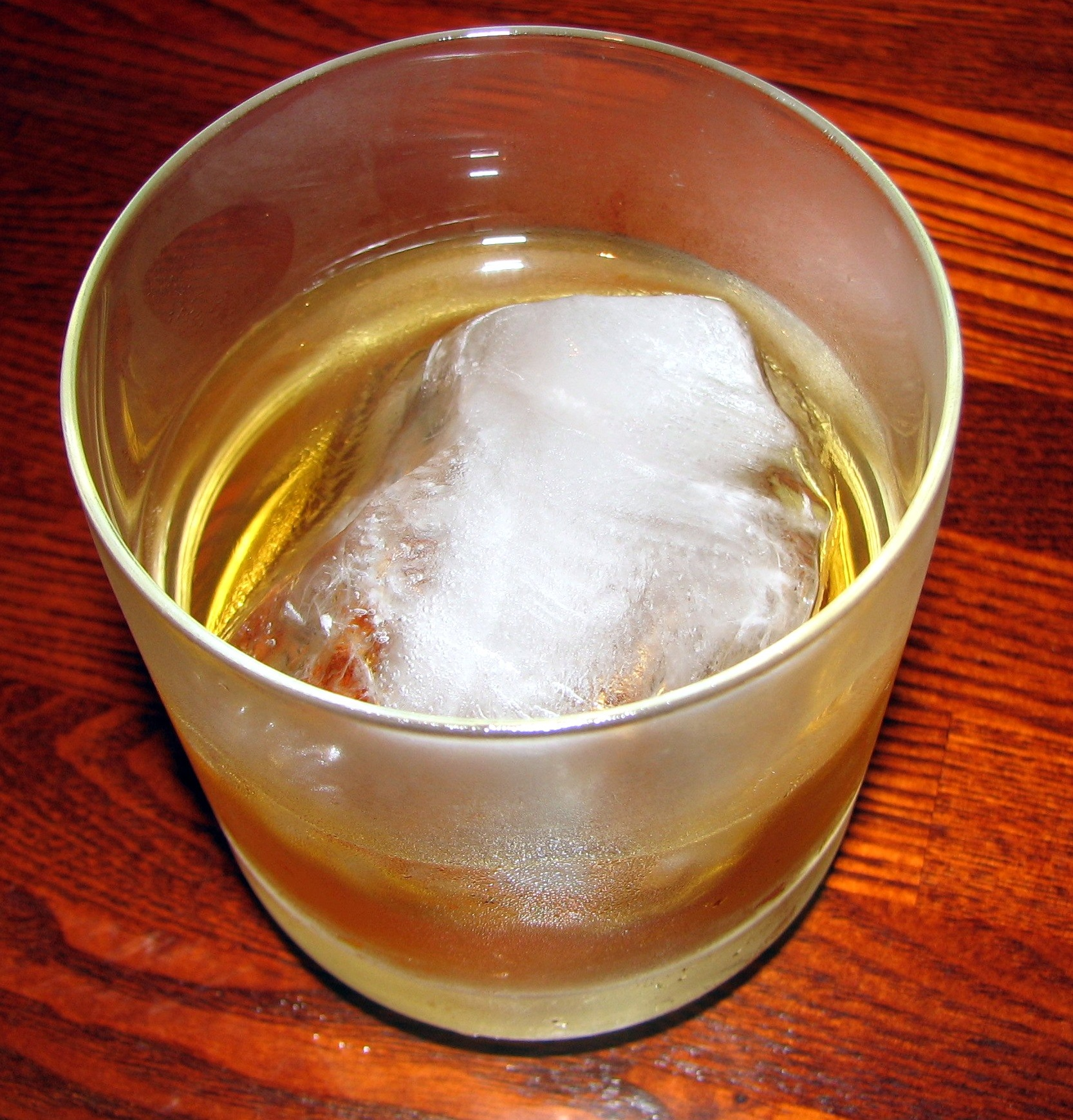
Umeshu con hielo (umeshu rokku).

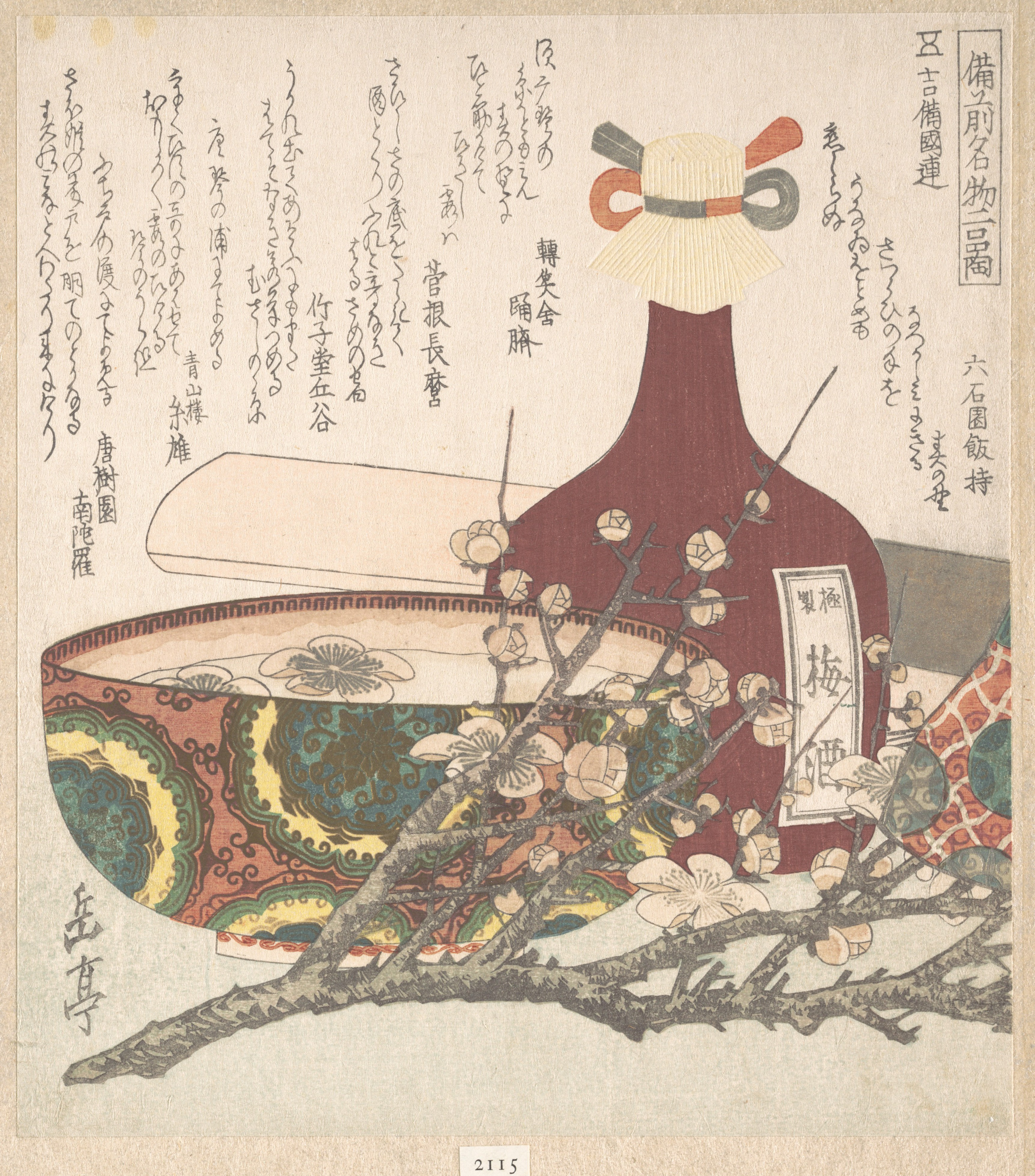
Yashima Gakutei

El umeshu (梅酒?) es un licor japonés que se elabora macerando el fruto del Prunus mume o ume (albaricoque japonés o ciruela china) cuando aún está verde en alcohol (焼酎 shōchū?) (o sake) y azúcar.

## Olor y sabor
Tiene un sabor dulce y agrio, y un contenido alcohólico del 10–15%. El sabor y aroma del umeshu puede resultar agradable incluso para aquellas personas a las que normalmente no les gustan las bebidas alcohólicas. Son marcas famosas Choya Umeshu y TaKaRa Shuzo, entre otras.

## Variedades y cócteles
Los restaurantes japoneses sirven muchas variedades diferentes de umeshu y también hacen cócteles, siendo los más populares el umeshu rokku (con hielo, del inglés on the rocks), el umeshu sawa (ácido, del inglés sour), el umeshu tonic (con 2/3 de tónica) y el umeshu soda' (con 2/3 de agua carbonatada). Una opción popular entre los jóvenes es mezclarlo con un poco de té verde (o-cha).
También muchos preparan su propio umeshu en casa.